# رافاييل فيليبي باريتو
رافاييل فيليبي باريتو هو لاعب كرة قدم برازيلي، ولد في 17 يوليو 1986 في ريو دي جانيرو في البرازيل. لعب مع ديسبورتيفا كابيزابا ونادي جوينفيل ونادي فاسكو دا غاما ونادي فيغورينسي.

## وصلات خارجية
- رافاييل فيليبي باريتو على موقع قاعدة بيانات كرة القدم.إي يو (الإنجليزية)
- رافاييل فيليبي باريتو على موقع Soccerway.com (الإنجليزية)